# グリゴル・アバシゼ (詩人)
グリゴル・ダヴィティス・ゼ・アバシゼ（グルジア語: გრიგოლ დავითის ძე აბაშიძე、グルジア語ラテン翻字: Grigol Davitis dze Abashize、1866年 – 1903年3月9日）は、ジョージアの詩人。

## 生涯
1866年にロシア帝国のクタイス県ディリカウリで誕生。
アバシゼは1880年代の文壇に登場。ジョージア国内の雑誌や新聞と協働し、また演劇脚本や文筆業にも参加した。アバシゼの詩はジョージアの「60年代」文学の伝統に従っており、叙情性と鮮明さが特徴である（『絶望の歌』｟1900年｠など）。アバシゼは詩作（『涙の源』｟1901年｠、『母』｟1900年｠）の他、翻訳（ミハイル・レルモントフの戯曲『ムツイリ』｟1893年｠、フランソワ・コッペの『仏陀の燕』｟1900年｠、マシュー・アーノルドの『アジアの光』｟1900年｠）も手掛けた。
アバシゼの作詞作品は流行歌にもなり、イシュフネリ姉妹やヴァノ・サラジシヴィリの楽曲に使われた（『ああ、真珠』｟1896年｠、『涙の時』｟1899年｠）。